# International Accreditation Forum
Das International Accreditation Forum (IAF) ist eine weltweit tätige Organisation, die sich auf die Harmonisierung und Weiterentwicklung von Akkreditierungsstandards konzentriert. Es handelt sich um eine Vereinigung von Akkreditierungsstellen und anderen interessierten Organisationen, die international gültige Normen und Verfahren fördern und deren Einhaltung sicherstellen. Somit müssen alle nationalen Akkreditierungsstellen weltweit die Vorgaben des IAF einhalten. In Deutschland ist das die Deutsche Akkreditierungsstelle GmbH (DAkkS).

## Ziele und Aufgaben
Das IAF verfolgt das Ziel, die internationale Akzeptanz und Vergleichbarkeit von Zertifizierungen und Inspektionen zu fördern. Zu den Hauptaufgaben gehören:
- Förderung der globalen Harmonisierung: Entwicklung und Vereinheitlichung von Akkreditierungsverfahren und -richtlinien.
- Anerkennung von Zertifikaten: Sicherstellung, dass durch Mitglieder ausgestellte Zertifikate weltweit anerkannt werden.
- Unterstützung der ISO-Normen: Zusammenarbeit mit der International Organization for Standardization (ISO) zur Entwicklung und Umsetzung von Managementsystemstandards wie ISO 9001 (Qualitätsmanagement) und ISO 14001 (Umweltmanagement).
- Stärkung der internationalen Zusammenarbeit: Förderung des gegenseitigen Vertrauens und der Zusammenarbeit zwischen Akkreditierungsstellen, um unnötige Handelshemmnisse zu reduzieren.

## Mitgliederstruktur
Die Mitglieder des IAF setzen sich zusammen aus:
- Akkreditierungsstellen: Nationale oder regionale Organisationen, die Zertifizierungsstellen und Inspektionsstellen akkreditieren.
- Assoziierte Mitglieder: Organisationen, die Interesse an den Aktivitäten des IAF haben, wie Berufsverbände oder internationale Normungsgremien.
- Regionalgruppen: Zusammenschlüsse von Akkreditierungsstellen in geografischen Regionen, beispielsweise die European Cooperation for Accreditation (EA).

## Abkommen und Anerkennung
Ein zentraler Bestandteil der Arbeit des IAF ist das sogenannte Multilateral Recognition Arrangement (MLA). Dieses Abkommen gewährleistet, dass durch akkreditierte Stellen ausgestellte Zertifikate international anerkannt werden. Das MLA trägt zur Beseitigung von Handelshemmnissen bei, indem es die Notwendigkeit von mehrfachen Prüfungen und Inspektionen reduziert.

## Bedeutung
Das IAF hat eine zentrale Bedeutung für die internationale Wirtschaft, da es die Grundlage für Vertrauen in Zertifikate schafft, die Unternehmen weltweit zur Qualitätssicherung, Umweltmanagement oder Produktsicherheit verwenden. Dies erleichtert den globalen Handel, reduziert Kosten und verbessert die Effizienz von Lieferketten.
- Veröffentlichungen: Das IAF erstellt verschiedene Dokumente, darunter obligatorische Dokumente (MD), informative Dokumente (ID) und Richtlinien, um die Konsistenz und Qualität von Akkreditierungsprozessen weltweit sicherzustellen. Beispielsweise enthält das IAF Medical Device Nomenclature (IAF MDN) über 6.000 spezifische Bezeichnungen für Medizinprodukte, unterteilt in 16 Kategorien.
- Übergangsfristen für neue Normen: Bei der Einführung neuer Normen legt das IAF spezifische Übergangsfristen fest. Beispielsweise wurde für ISO/IEC 27006-1:2024 eine Übergangsfrist von 24 Monaten ab dem Veröffentlichungsdatum festgelegt, sodass alle Konformitätsbewertungsstellen diesen Standard bis spätestens 31. März 2026 anwenden müssen.

## Sitz und Organisation
Der Hauptsitz des IAF befindet sich in Kanada. Die Organisation wird durch einen Vorstand und verschiedene technische Ausschüsse geleitet, die sich mit spezifischen Aspekten der Akkreditierung befassen.